# Novazzano
Novazzano is een gemeente en plaats in het Zwitserse kanton Ticino, en maakt deel uit van het district Mendrisio.
Novazzano telt 2444 inwoners.